# Мерлика-Круя, Мустафа
Мустафа Мерлика-Круя (алб. Mustafa Merlika-Kruja; 15 марта 1887, Круя, Османская империя — 27 декабря 1958, Ниагара-Фолс (Нью-Йорк), США) — албанский политический и государственный деятель, премьер-министр Албании (1941—1943), активист движения за независимость Албании.

## Биография
Родился в семье бекташи. Образование получил на факультете политических наук Университета Анкары (в 1910). Этот факультет был создан в 1859 г. задолго до возникновения университета. В студенческие годы вступил в Революционную лигу (« Cemiyet-i İnkılabiye»), целью которой было свержение самодержавия султана Абдула-Хамида II и восстановление конституции. После Младотурецкой революции выступал в прессе против партии турецких буржуазных революционеров — младотурок «Единение и прогресс».
В 1912 году добровольцем турецкой армии участвовал в Итало-турецкой войне.
Тогда же присоединился к движению за независимость Албании. Один из авторов Декларации независимости Албании. В 1912 году был в числе подписавших Декларацию об албанской независимости.
В 1913 году вошёл в состав министерства образования, в 1914 году стал советником министра общего образования Албании.
В 1918 году — министр почты и телеграфа. В 1921 году — член парламента Албании, где принадлежал к прогрессивному течению, открыто выступая против сторонников Ахмета Зогу.
В 1922 г. после попытки государственного переворота в целью свержения правительства Джафера Юпи бежал в Югославию, где был помещён в лагерь для интернированных.
Член Албанской фашистской партии, лидер фашистов Албании в 1939—1943 годах.
4 августа 1939 году, после оккупации Албании Италией, был избран в Сенат Италии, где состоял до 25 августа 1944 года. За это время был членом комитетов иностранных дел и торговли.
Премьер-министр Албании во время итальянской оккупации Албании (1941—1943). В январе 1943 года был отстранен от поста Премьер-министра в связи с рядом неудач в борьбе с Национально-освободительной армией Албании.
Весной 1944 года оставил Албанию и отправился через Италию в Египет. Там он встретил своего старого конкурента, короля Ахмета Зогу.
После Второй мировой войны жил во Франции. Последние годы своей жизни провёл в США.